# Железопътна линия Бургас – Поморие
Железопътната линия Бургас – Поморие е железопътна линия с нормално междурелсие (1435 mm), днес закрита за редовно движение, демонтирана в участъка от Сарафово до Поморие, намираща се в Югоизточна България, Бургаска област.

## История

### Теснопътна линия
Още през 1892 г. има решение на местните управи Бургас и Несебър да бъдат свързани с широкорелсов път. През 1922 г. Общината в Бургас отправя писмо до Главната дирекция на железниците и пристанищата, с което моли да се предвиди построяването на железопътна линия от Бургас до Поморие поради нарасналия трафик между тях. Тогава между двата града се пренасят около 40 000 тона товари годишно, което излиза скъпо при транспорт с каруци и със съответната поддръжка на пътя. Техническата комисия при Главна дирекция на железниците и пристанищата разглежда предложението и констатира следнотоː
- има построен теснолинеен железопътен участък с междурелсие 600 mm на минното дружество „Черно море“ между Пристанище Бургас и солниците „Гларус“;
- В Поморие е построен теснолинеен участък от държавата, обслужващ Поморийските солници;
- За да се свържат тези два участъка, трябва да се построи още едно кратко трасе с дължина от около 12 km през махала Папарос (дн. Сарафово);
- Комисията приема свързването на двата града да стане с железопътна линия с междурелсие 760 mm.

Министерският съвет с постановление от 3 май 1923 г. одобрява започването на строителството на 760 mm железопътна линия. За да се ускори свързването на Поморие с Бургас се разрешава временно полагане на 600 mm релсов път, като се използват съществуващите вече индустриални железопътни линии. В края на 1923 г. започват подготвителните работи за построяването на такава линия, но с елементи за широчина на пътя 760 mm. На 13 декември 1925 г. тя е завършена и предадена за редовна експлоатация.

#### Трасе
Тогавашната теснолинейна жп линия е тръгвала от централна гара Бургас, спускала се край митницата и пристанището, преминавала край сегашния хотел „Приморец“, Морската градина и плажовете, край морето и е достигала Солниците. След много лъкатушения тя е отвеждала пътниците до „Папарос“ (Сарафово). Релсите са били положени върху главната улица „Октомврийска“ (след това „Първи май“) от 1925 до закриването и през 1939 г.
Още в началото на експлоатацията се разбира, че линията е неудобна за Бургас и нерентабилна за инвеститорите и концесионерите. Товароносимостта на малките вагони не може да постигне печалба при товарите. Годините 1926, 1927 и 1928 приключват на загуба за всички свързани с теснолинейката. Освен това Бургаската община повдига и въпроса за изместване на част от трасето ѝ, което минава през плажа на Морските бани и през една от главните улици на града (сегашната „Ал. Батенберг“). Поради възникнали множество инциденти, включително и пожари в къщи и ниви, намиращи се в близост до линията, Анхиалската община изважда от регулацията на селото 37 парцела до северната страна на жп линията по посока на летището. Главната дирекция по настаняване на бежанците в Бургас измерва 37 нови парцела от южната страна, откъм морето – за компенсация. Така влакът минава през северната му страна, а не през центъра на селището. След 1939 г., когато дековилката престава да функционира, тези 37 парцела и още няколко десетки други отново са включени в регулацията на селото.

### Преустройване в линия с нормално междурелсие
Поради нерентабилността и малката превозна способност на линията през 1928 г. министърът на железниците пощите и телеграфите внася в Народното събрание законопроект железопътната връзка Бургас – Поморие да с преустрои в линия с нормално междурелсие. Законопроектът е одобрен с Указ № 3 от 22 септември 1928 г. През 1929 г. е проучено трасе, изработени са плановете и строежът започва. Поради липса на финансови средства строителството е преустановено до 1938 г. Решение за подновяването му се взема с постановление на Министерския съвет от 1 декември 1937 г., което започва в началото на 1938 г.

#### Трасе
Въпреки че Общинският съвет в Поморие през 1935 г. взема решение новото трасе да следва пътя на старото през Сарафово до Поморие, а не да обикаля през селата в местността „Соката“, инженерите от София, Пловдив и Бургас отхвърлят този вариант от икономическа гледна точка и изтъкват необходимостта от развиване на по-висока скорост.
Новата жп линия е с различно трасе от теснолинейката. Тя тръгва от старата гара на Бургас (дн. гара „Владимир Павлов“), минава през западната част на града, спуска се край бившия колодрум, достига до парка и морето и се отправя към Бургаските солници, върви покрай Атанасовското езеро, приближавайки се на 3 km до мина „Черно море“ и така достига Сарафово. В интерес на мината, новата гара Сарафово (по проект гара „Рудник“) е построена почти на 3 km от старата гара Сарафово. След това релсовият път продължава към гара Лъка, обслужваща селата Лъка и Каблешково, гара „Лоза“, Поморийския манастир и крайната гара е Поморие.
При строежа на новата линия са отчуждени и заплатени на собствениците нивите, които попадат в трасето на влака. Предимствата на новата линия са, че са избегнати големите наклони и резките завои, че не обслужва само две селища по пътя си, а всички села в региона и че развива по-голяма скорост на вагони с много по-голям тонаж. Общата дължина на построеното трасе е около 25 km. По линията са обособени четири гари и две спирки.
Железопътното отклонение Бургас – Поморие е пoстроено със средства от основния железопътен данък размер на 30 лв. за всеки жител от мъжки пол на възра от 21 до 55 навършени години, със средства от допълнителен железопътен данък, вземани от данъка върху общия доход, и със заем, сключен от Българската земеделска кооперативна банка. Използвана е и временна трудова повинност, отбивана в натура или изплащана в пари (90 лв. на лице от мъжки пол на възраст от 20 до 50 години от населените места, намиращи се на разстояние до 10 km от двете страни на линията).
В по-малките гари коловозите са два, а в големите – по три и един рампов коловоз за товари.
Строителството завършва на 25 юни 1939 г. Линията е построена с минимален радиус на кривите от 256 m и максимален наклон 14 ‰.

## Експлоатация
През първите няколко години след 1939 – 1940 г. жп линията Бургас – Поморие е силно натоварена с хора и товари. През 1944 г. община Поморие дори моли държавата да пусне още един влак, за нуждите на търговията с вино и сол.
През 60-те година на XX век с развитието на автотранспорта отсечката става постепенно нерентабилна. Спада до минимум броят на превозените пътници и пътническите превози са спрени през 1971 г.
Товародателите са основно завода за производство на вино „Черноморско злато“, солниците и мините. Поддръжката на трасето е минимална, което води до намаляване на скоростите на движение на съставите. Първият закрит участък е от Поморие до Винзавода. Демонтиран е на 12 март 2007 г., а гарата, заедно с прилежащата територия е продадена. Няколко години по-късно е демонтиран участъка до Сарафово, а линията обслужва само Бургаските солници (мини „Черно море“ прекратиха дейността си през април 2016 г.).

## Бъдещи проекти
Националната компания „Железопътна инфраструктура“ предвижда изграждане на железопътна връзка между жп гара Бургас и летище Бургас. Проектът ще бъде осъществен съгласно механизмът за свързване на Европа в сектор транспорт. Общата стойност на проекта е 54 842 697 евро и е разделен на три етапаː
- Етап 1 – предпроектни проучвания;
- Етап 2 – одобряване на апликационна форма;
- Етап 3 – процедури за придобиване на земя, разрешение за строеж и строителство.

В дългосрочен план се предвижда жп линията да бъде продължена и да свързва Бургас – летище Бургас – Поморие – Несебър – Слънчев бряг.